# 德尼·帕潘故居
维尔布雷姆府邸（法語：Hôtel de Villebresme），通常被称为德尼·帕潘故居（Maison de Denis Papin），位于法国布卢瓦的布卢瓦彼得街（rue Pierre de Blois），是私人财产。 

## 历史
该建筑建于15世纪，哥特式风格，由比耶夫尔河畔富热尔城堡的所有者维尔布雷姆（Villebresme）家族兴建。1900年的旅游指南将该建筑命名为德尼·帕潘故居。但是，不能肯定德尼·帕潘真正在此生活过。1928年12月28日列为法国历史古迹。

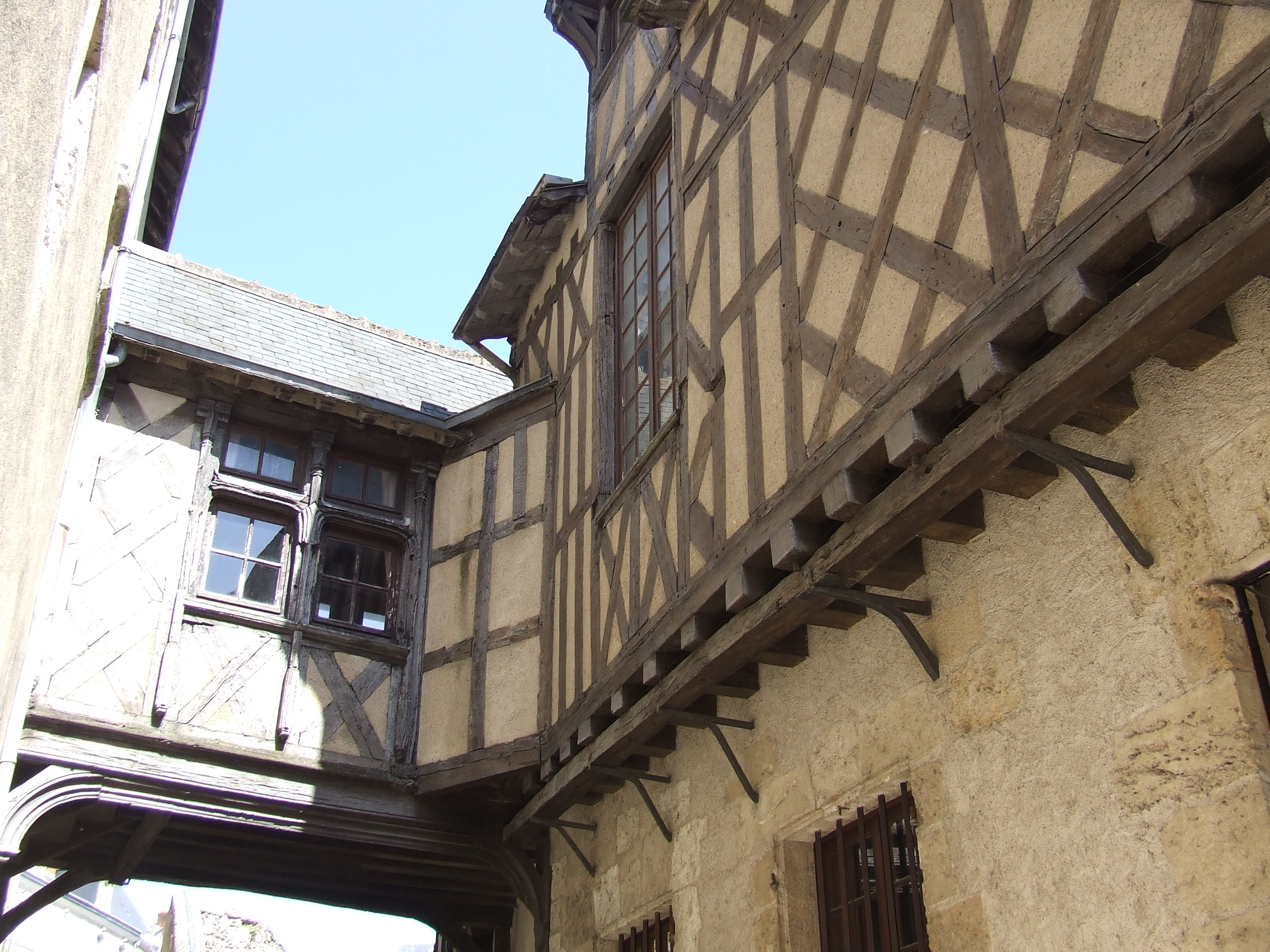
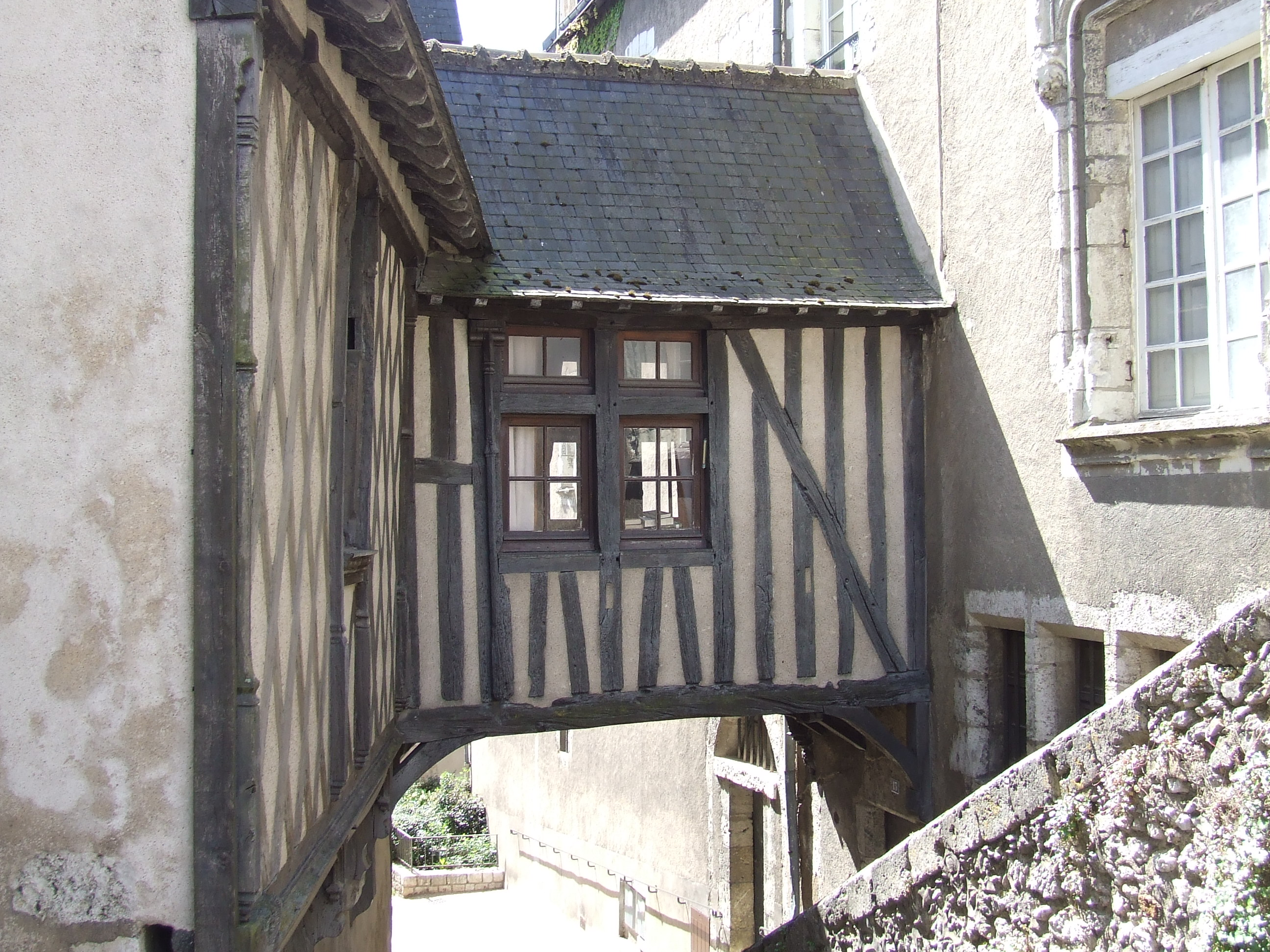
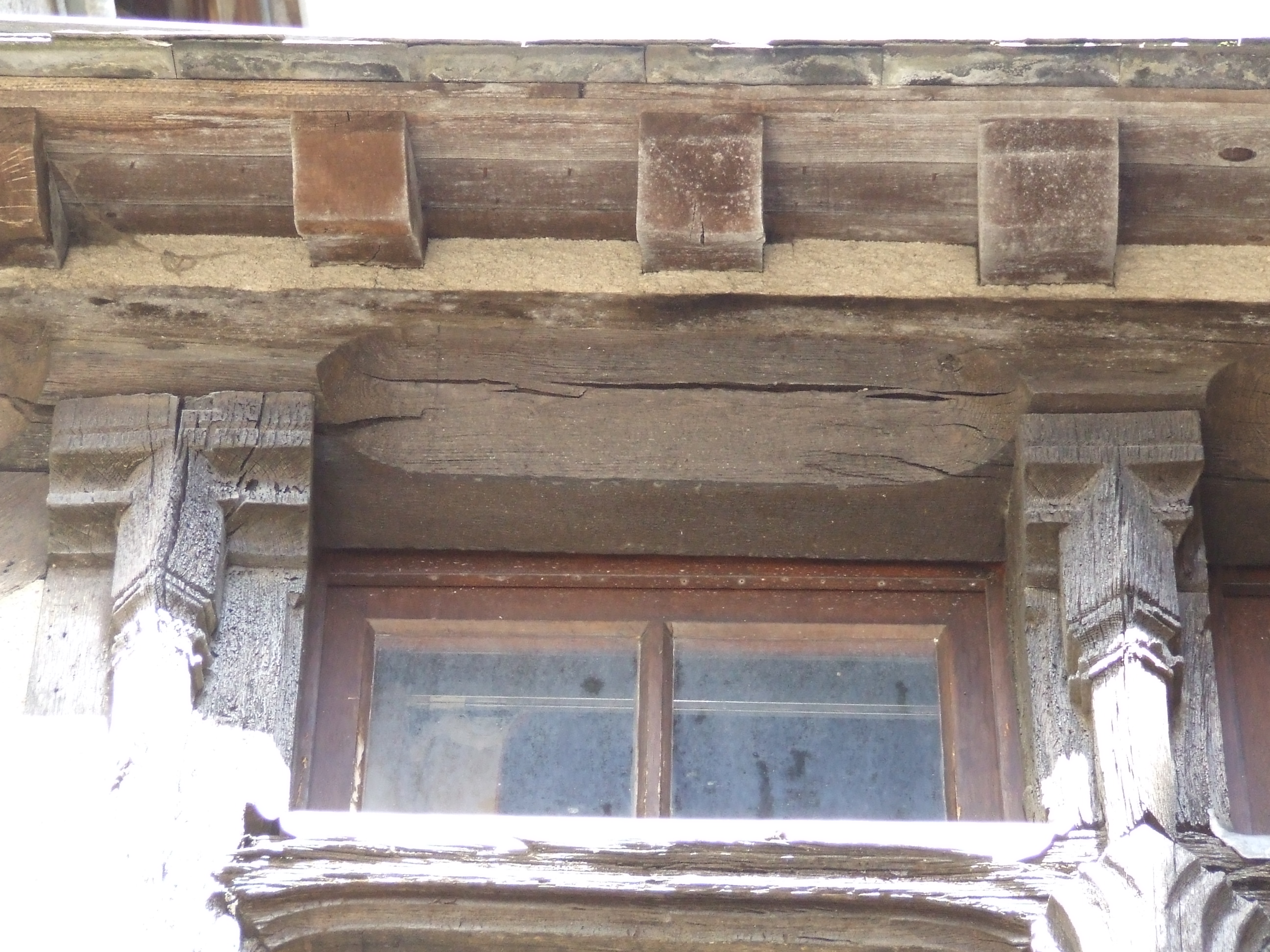
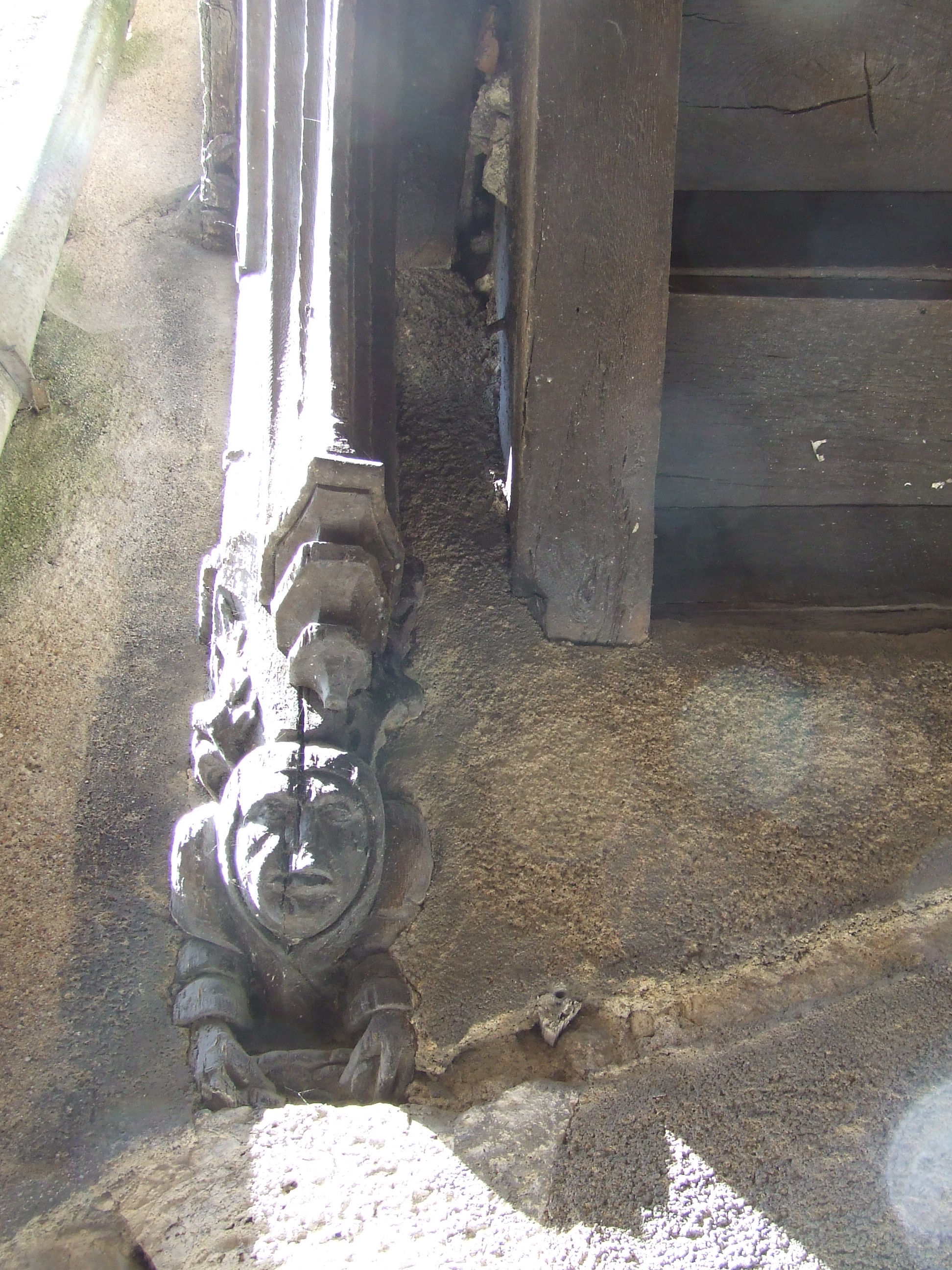
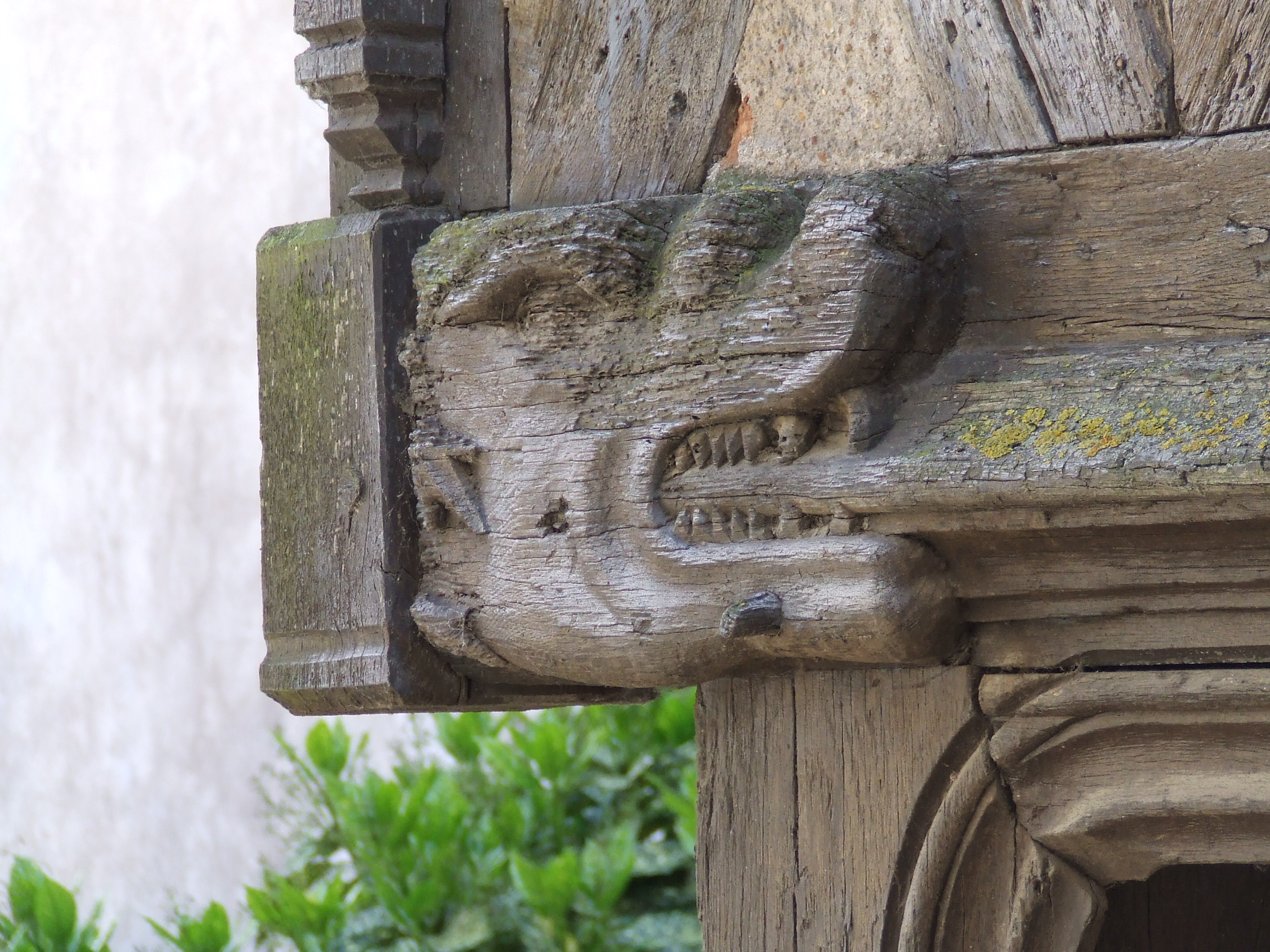